# Списак ликова серије Забрањена љубав
Ово је списак ликова РТЛ-ове сапунице Забрањена љубав која се емитовала од 25. октобра 2004. године до 3. новембра 2011. године. 
Марио Валентић, Антонија Шола, Дејан Марцикић, Нада Роко и Весна Томинац су једини били у главној постави у свим сезонама.

## Преглед
| Glumac           | Lik             | Sezone   | Sezone | Sezone   | Sezone   | Sezone   |
| Glumac           | Lik             | 1        | 2      | 3        | 4        | 5        |
| ---------------- | --------------- | -------- | ------ | -------- | -------- | -------- |
| Zoran Pribičević | Danijel Lončar  | Glavni   | Glavni |          |          |          |
| Anita Beriša     | Petra Novak     | Glavni   | Glavni | Glavni   | Epizodni | Epizodni |
| Sanja Vejnović   | Viktorija Novak | Glavni   |        |          |          |          |
| Velimir Čokljat  | Stjepan Novak   | Glavni   | Glavni | Glavni   |          |          |
| Mario Valentić   | Borna Novak     | Glavni   | Glavni | Glavni   | Glavni   | Glavni   |
| Antonija Šola    | Tina Bauer      | Glavni   | Glavni | Glavni   | Glavni   | Glavni   |
| Mario Mohenski   | Leon Bauer      | Glavni   |        |          |          |          |
| Marin Knežević   | Leon Bauer      | Glavni   | Glavni |          |          |          |
| Katja Zupčić     | Lidija Bauer    | Glavni   | Glavni | Epizodni |          |          |
| Marina Kostelac  | Vesna Kos       | Glavni   | Glavni |          |          |          |
| Petra Kurtela    | Lana Kos        | Glavni   | Glavni | Glavni   |          |          |
| Filip Riđički    | Matija Lončar   | Glavni   | Glavni | Epizodni |          |          |
| Ivan Martinec    | Ljubo Carević   | Glavni   | Glavni |          |          |          |
| Dejan Marcikić   | Igor Carević    | Glavni   | Glavni | Glavni   | Glavni   | Glavni   |
| Nada Roko        | Nada Barić      | Glavni   | Glavni | Glavni   | Glavni   | Glavni   |
| Mirna Medaković  | Maja Vuković    | Glavni   | Glavni |          |          |          |
| Marija Kobić     | Iva Lončar      | Glavni   | Glavni | Glavni   | Glavni   |          |
| Dražen Mikulić   | Josip Lončar    | Glavni   | Glavni | Epizodni |          |          |
| Vanja Matujec    | Biserka Lončar  | Glavni   | Glavni | Glavni   | Glavni   |          |
| Vesna Tominac    | Karolina Novak  | Glavni   | Glavni | Glavni   | Glavni   | Glavni   |
| Mirsad Tuka      | Zlatko Fijan    |          | Glavni | Glavni   |          |          |
| Jelena Perčin    | Ana Fijan       |          | Glavni | Glavni   | Epizodni |          |
| Mario Mlinarić   | Jakov Barišić   | Epizodni | Glavni | Glavni   | Epizodni | Epizodni |
| Marko Čabov      | Nikola Benčić   |          | Glavni | Glavni   | Glavni   |          |
| Jozo Šuker       | Antun Benčić    |          | Glavni | Glavni   | Glavni   | Glavni   |
| Robert Plemić    | Luka Laušić     |          |        | Glavni   | Glavni   | Glavni   |
| Vladimir Tintor  | Franjo Barišić  |          |        | Glavni   | Glavni   | Glavni   |
| Maja Petrin      | Dunja Barišić   |          |        | Glavni   | Glavni   | Glavni   |
| Zoran Gogić      | Jure Šarić      |          |        | Glavni   | Glavni   | Glavni   |
| Anđela Ramljak   | Marijana Benčić |          |        | Glavni   | Glavni   | Glavni   |
| Frano Lasić      | Marinko Ružić   |          |        | Glavni   | Glavni   | Glavni   |
| Danira Gović     | Angelina Kovač  |          |        | Epizodni | Glavni   | Glavni   |
| Lorena Nosić     | Mirna Šarić     |          |        |          | Glavni   | Glavni   |

## Главни

### Данијел Лончар
Данијел Лончар је фиктивни лик РТЛ-ове сапунице "Забрањена љубав". Данијела је глумио Зоран Прибичевић од 2004. до 2006. године.
Данијела је одранила Јосифова дугогодишња пријатељица Нада, она је била Данијелу као мајка када га је права мајка односно Викторија оставила и отишла са његовом сестром близнакињом за бољим животом. Када је Јосип упознао Бисерку и основао породицу с Данијелов братом Матијом и сестром Ивом, Бисерка је Данијела заволила као да јој је родјени син аи Данијел њу. Данијел када је одрастао није могао да пронађе заједнички језик са Јосипом па се сели у Италију за бољим животом.
Из Италије се враћа када пуни 22. године у исто време се враћа и Петра сестра близнакиња са студија у Лондону, они се сударају на колодвору и тада почиње љубав на први поглед. Међутим Данијела задеси проблем када буде криво оптужен за убиство Томислава Коса. Данијел бежи Нади која га скрива заједно са цуром Мајом, која се после и заљуби у Данијела, међутим он воли само Петру. Пошто га тражи полиција он се представи Петриној породице као Андреј, Борна и Викторија га нису могли поднети док је Викторијин муж Стјепан одмах заволео Данијела и пружио му посао. Данијел је радио, када се пронашао убица, Данијел се враћа од Наде почиње да ради са оцем на градилишту, и прекида односе са Петром после Надиног признања, међутим Петра се разочара што је Данијел избегава. Када се Петра разболи и буде јој потребна коштана срж истина излази на видело, операција је прошла успешно, истина је сазната и могу почети са новим животима. После убиства Викторије Новак, Данијел добија наследство Зен козметику, али када Марко, њен момак, отме Петру, Данијел продаје Зен Бисеркине брату Златку и тако остаје без ичега.
Данијел је се био увелико осамосталио у свом стану којем је вјечно била и његова девојка Стела, све док је дног дана Златко није замрсио рачуне између њих. Данијел напушта Стелу сломљеног срца и враћа се дома Биби. Данијел сав у депресији постаје нервозан на све око себе а поготово на старог пријатеља Игора који је тукао Петру с којом је већ био у браку и варао је с његовом другом сестром Ивом с којом има ћерку Дору. Данијела напокон погледа срећа упознаје жену после дугог времена и депресије. Санда новинарка која је заслијепила Данијела. Данијел је већ почео да нормално живи.Санда је позвала Данијела да иде са њом у Сплит што је Данијел прихватио, заједно су се дружили, зезали све док Петра није назвала Данијела да дође код ње такође и она је била с јахтом и Каролином, Борном и Стјепаном и својим мужем због којег је и звала Данијела, Игор ју је поново ударио, Данијел се закачио са Сандом и трчи Петри на плажу где су сами. Страст се поново пробудила, Петра је пољубила Данијела који је упорно избегава и спречава, међутим на крају су спавали и планирају бекство али Петра замоли Данијела да иде с њом на јахту по ствари, али Стјепан би је пре пустио с њим. Тако и бива, међутим све креће по злу када Петра призна да жели да побегне са Данијелом и да га воли на онај начин, па Стјепан крене да се обрачуна са Данијелом. Стјепан је кренуо према Данијелу који се оклизнуо и спао у море с полубе.
Мјесецима су трајале потраге за Данијелов телом, све док једном Биба и Нада нису ишле препознати тело у Сплит, нажалост то је био Данијел.
Довезли су га у Загреб и сахранили.

### Весна Кос
Весна Кос је фиктивни лик РТЛ-ове сапунице "Забрањена љубав". Весну је тумачила Марина Костелац у периоду од 2004. до 2005. године.
Весна је Ланина мајка. Она је од самог почетка била против тога што се Лана забавља са Матијом Лончаром. То је кулминирало након убиства Весниног мужа Томислава. Након што је Данијел виђен како бежи са места злочина непосредно после злчина, Весна је почела да га сумњичи и то је додатно затегло односе између ње и Лончарових. Касније, Данијел бива ослобођен, али Весна наставља да се противи вези Лане и Матије. Лана и Матија касније беже заједно и она за то криви Лончарове и говори им да ће, ако треба, звати и полицију. Лана је касније хтела да се врати кући, али се предомислила, а Весна је оптуживала да јој то Матија говори шта да јој каже. Кад је Лана остала у другом стању са Матијом, Весна коначно прихвата Матију као Ланиног дечка и оца њеног детета. Лана се заједно са Матијом враћа код Весне и тамо живе неко време.
На почетку друге сезоне инспектор Брајдић јој говори да су велике шансе да се Игор ослободи за оптужбе да јој је убио мужа (јер је у току прве сезоне био ухапшен због тога). Весна му говори да, ако не жели да заврши у затвору, Брајдић мора да ухапси Данијела и опет се оптужбе против Данијела из прве сезоне настављају. Након саобраћајне несреће у којој је Весна прошла без повреда, а Лана мало теже повређена, Весна признаје Лани, која је спавала, да је убила Томислава јер је хтео да је напусти и да са собом поведе њу, а то није могла да му опрости. Након тога, у собу улази Бисерка са два полицајца и њих двојица је одводе.
Тренутно служи затворску казну због убиства свог супруга, Томислава Коса.

### Нада Барић
Нада Барић је фиктивни лик РТЛ-ове сапунице "Забрањена љубав". Надин лик је у четири године емитовања, од прве до последње епизоде, играла глумачка ветеранка Нада Роко.
Надин живот препун је искустава која су формирала њен позитиван свјетоназор. Отворена је за све људе, без обзира на њихов начин живота. Нада је већ дуго власница малог кафића "Нана" у центру града Загреба. Купила га је новцем наслеђеним од тете заједно са малом кућом недалеко од породице Новак. Иако је често била на путовањима око света, Нада се радо враћала кући. Тада се такође бринула за Данијела Лончара док је Јосип радио. Одгајала га је прве три године живота док се Јосип није оженио Бисерком. Од тада је Нада задржала снажну везу с Лончара. Нада ужива у окружењу младих људи и њиховој виталности и често се са њима слаже боље него с људима своје доби.
Као један од својих највећих успеха држи пријатељство са Мајом Вуковић коју је спасила од улице и проституције запосливши је у свом кафићу. Упознаје постаријег удовца Макса Барића с којим започиње љубавну везу која убрзо резултира браком. На крају прве сезоне, полудела Барбара Дрмић пробола ју је ножем желећи да јој се освети што је чувала тајну о Данијелу. Захваљујући снази духа и лекарској помоћи, живот јој је спашен.
Увек је уживала у доброј чашици, али је та навика у једном тренутку прерасла у проблем. Криза је почела када је Надин супруг, Макc Барић, преминуо од срчаног удара. Његова смрт ју је страшно погодила стога је пронашла утеху у пићу. Ситуација је измицала контроли до фазе у којој јој је било лако сместити аутомобилску несрећу у којој је погинуо Леон Бауер. Надин је живот тада кренуо низбрдо и чак је задржана у затвору док се није открила истина о несрећи. Нада је касније на ту трагичну епизоду гледала као подстицај на то да призна како има проблем са алкохолом и приступи састанцима анонимних алкохоличара. Након Мајиног одласка, Нади се њен стан учинио празан. Продаје пола кафића Стели Видак и мора прихватити Стелине услове за модернизацију кафића.
Наду понекад растужи што јој се живот толико променио, но напослетку увек успева да задржи ведар дух. Волела би да је у њеном стану више људи за које би се бринула, али можда се ипак мора навикнути бити сама. Утјеха јој је спознаја да је увек водила динамичан и испуњен живот. Зато још увек има много тајни из Надине прошлости, поготово из младих дана, за које нико није зна. У њен је кафић почео често навраћати Лука Лаушић, младић пун савета за људе у кафићу. Убрзо се открива шокантна истина - Лука је Надин биолошки син из времена док је била у љубавној вези са Маринком Ружићем. Мислећи како су и Маринко и Лука погинули крајем 70-их година, Нада је потиснула тај догађај и никоме није признала истину о својој породици.
Након Стелиног одласка, Нада сама води "Нану" која је из кафића прерасла у ресторан. На Силвестрово 2006., Лука у Надин стан доводи свог оца Маринка, Надину стару љубав. Након разријешавање неспоразума из прошлости, Нада и Маринко настављају да живе скупа. Године 2008. Нада је уочила како се Маринко изненада променио и како је више не примећује. На крају серије, Нада открива Маринков тајну романсу с Елеонором Шарић. Бесна и очајна Нада спакује кофере и напусти Загреб.

### Маја Вуковић
Маја Вуковић је фиктивни лик РТЛ-ове сапунице "Забрањена љубав". Мају је глумила Мирна Медаковић у периоду од 2004. до 2005. године.
Маја је била конобарица у Надином кафићу. Она је заједно са Надом крила Данијела кад је бежао од прогона полиције. Заљубила се у њега и били су кратко време у вези. Данијел је раскинуо с' њом због Петре. Данијел се након Игоровог хапшења враћа кући, а Маја постаје заштитно лице кампање за дом за незбринуту децу. Кампању је радио Борна. У току рада на кампањи Маја постаје Борнина велика љубав. После неколико покушаја да изађу Маја пада на његов шарм и они улазе у везу. Њихова веза се прекида Каролинином сплетком због које се Маја вратила у Книн код оца.
О њеном личном животу се зна да ју је мајка напустила, а да није трепнула, а најужасније је то што ју је назвала само једанпут и то кад је била усамљена. У 152. епизоди 1. сезоне се појавио Мајин брат Марко и дошао је у кафић да је види, али она није била ту. У 153. епизоди су се поново срели и тада је у разговору између њих откривено да је он отишао са мајком и да ју је мајка оставила јер "Маја није желела да напушта своје старо друштво и школу". Након одласка мајке и брата Маја је "наследила" проблеме са оцем.
Када је Лана дошла на кратко у Надин кафић, Маја ју је гледала као аутобиографски филм.
Тренутно живи у Книну, са својим оцем, Јуретом Вуковићем.

### Бисерка Лончар
Бисерка "Биба" Лончар је фиктивни лик РТЛ-ове сапунице "Забрањена љубав". Бисерку је глумила Вања Матујец од 2004. до 2007. године. Бисерка говори енглески, а у школи је учила и немачки језик. Бисерка воли и зна да слуша и воли тимски рад. Њени хобији су кување и укрштене речи.
Бисерка Фијан је имала миран и сређен живот. Одмах након завршене средње медицинске школе почела је да ради као медицинска сестра, када је у болницу довезен Јосип Лончар због пада са градилишта. Јосип ју је шармирао, инсистирајући да она буде његова главна неговатељица. Веза се завршила браком и Бисерка је одгајала Јосиповог сина Данијела као да је њено дете. Ускоро су добили још двоје деце - Иву и Матију. Биба је престала да ради као медицинска сестра како би се у потпуности посветила улози жене и мајке. Повратак Јосипове прве љубави Викторије, уздрмао је Бибин срећни брак. Када јој је Јосип признао да још увек воли Викторију, била је осупнута, што је резултирало његовим избацивањем из стана.
Јосип је безуспешно покушавао да врати Бисерку, али његови поступци су је још више одбијали и на крају су је присилили да настави са сопственим животом. Како јој је био потребан новац да би одржавала домаћинство, Биба се поново запослила у болници. Уживала је да буде поново на послу иако су деца знала да јој приговарају што више није толико код куће. Бисерка је у болници упознала доктора Горана Вучића. Радећи заједно, све су се више зближавали, али тек када је Биба успела да превлада сумње да није у реду да се виђа са неким ко није њен супруг. Горану се није свидело када је Биба покушала да га искористи за лажно приказивање налаза теста очинства како се не би сазнало да је Игор Дорин биолошки отац. Тај поступак га је отерао од Бибе.
Међутим, у Бисеркин живот долази још један проблематични мушкарац, овај пут њен брат - Златко Фијан. Вративши се из Јужне Америке, осмислио је превару којом је одузео Бисерки породичну земљу. Бисерка је покушала да му узврати ударац унајмивши младог адвоката Бранимира Пукшића. Иако је изгубила парницу, освојила је Бранимирово срце. Бисерки није било лако да се упусти у везу са 15 година млађим мушкарцем. Бранимир је покушао да реши Бисеркине сумње, али она је била превише забринута због реакција околине, посебно породице. Када би могла да стави сопствену срећу на прво место, веза с' Бранимиром би могла да постане нешто најбоље што јој се догодило. Али Бисеркин највећи камен спотицања је то што увек ставља жеље и потребе других испред својих. Након што је побацила Бранимирово дете, он ју је оставио, па је Биба остала скрхкана. Вратила се у болницу где је постане зависна од таблета, што је касније искористи њена вечита непријатељица Каролина. Након што је добила отказ у болници јер је откривена истина о њеној крађи лекова, Стјепан је запошљава у винарији "Новак".
У међувремену, у њен живот улази нови, богати предузетник Јуре Шарић, и то сасвим случајно, саобраћајном несрећом. Иако је испочетка била шокирана сазнањем да је Јуре богат, Биба се прилагођава новом животном стилу, па одлучује да промени свој изглед како би била привлачнија свом новом партнеру. Убрзо, накратко одлази у Аустралију како би присуствовала венчању свог сина, Матије Лончара, и његове животне изабранице Кармен. Кад се вратила у Загреб, увиђа да је Јуре постао нови власник винарије "Новак", и како не би мешала пословно и лично, Бисерка напушта посао у винарији, а Јуре се досељава код ње у стан. Али, ускоро им се веза погоршава, с' обзиром да Јуре од ње крије како је пољубио Каролину. Након пропале веридбе и признања како су се он и Каролина пољубили, Јуре се сели из Бисеркине куће и они раскидају, али не задуго. У ноћи кад су Ива и Бисерка преспавале у старој кући Бисеркиних предака, Јуре улази у кућу, а преплашена Бисерка га, мислећи да је провалник, упуца. Јурета је метак окрзнуо, али Бисерка и Јуре се поново зближавају и вере. Ускоро је њихова љубав требало да буде крунисана браком, али није. Ускоро, Биба доживљава нови ударац - смрт рођеног брата Златка. Након Аниног и Габријелиног одласка, Биба наставља да планира своје венчање све док не сазна за Каролинину и Јуретову нову аферу. Прво је Биба истерала Јурета из куће, али је одлучила да му пружи нову прилику. Једне вечери долази у Јуретову собу у хотелу у којој се налазила и Каролина која је осмислила нову игру како би напакостила Биби. Каролина ју је дочекала полугола, а Биба је једном заувек одлучила да заврши своју причу с Јуретом. Ускоро је сазнала од Матије како ће поново да постане бака, и то близанаца, па је одлучила да се пресели у Аустралију заједно са Ивом и својом унуком Дором. Опростивши се с' Надом, Маринком и Петром одлази у нову земљу у потрази за новим животом.
Бисерка живи у Аустралији са Ивом, Дором и Матијом и његововм породицом.